# Système de coordonnées horaires

Axe de rotation de la voûte céleste.

Le système de coordonnées horaires est un système de coordonnées célestes intermédiaire entre le système de coordonnées horizontales et le système de coordonnées équatoriales.
Il est formé des deux coordonnées suivantes : l'angle horaire {\displaystyle A_{H}\,} et la déclinaison {\displaystyle \delta \,}.

## Observations dans le système de coordonnées horaires

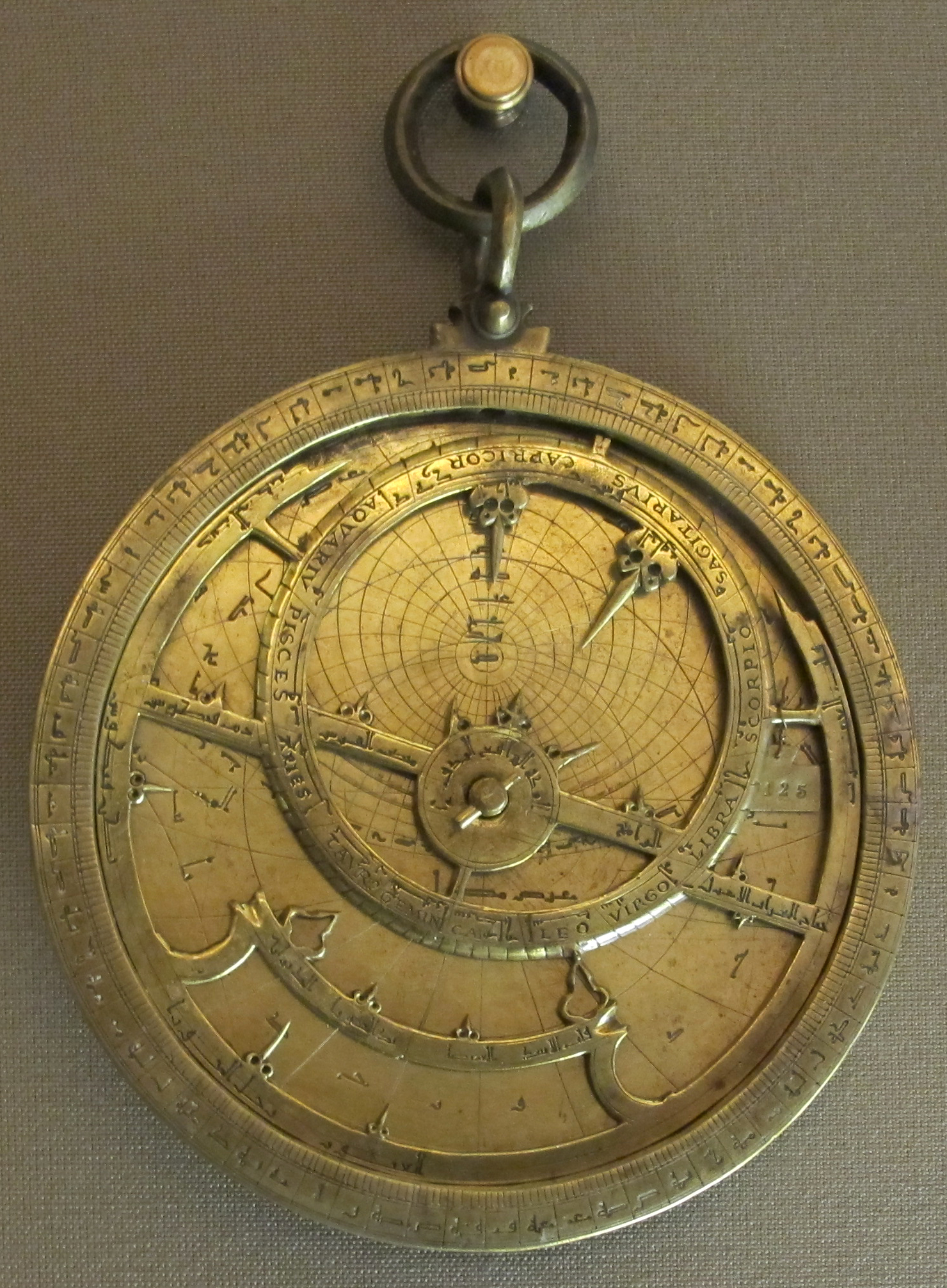
Un astrolabe, vu du côté de l'abaque. Après avoir mesuré la hauteur d'un astre (avec l'alidade du verso, l'abaque permet de déterminer l'heure et la direction de l'étoile observée dans le système de coordonnées horaires du lieu.

Le système de coordonnées horaires découle de l'observation pratique que, au cours d'une journée ou surtout d'une nuit, les astres observés semblent en première approximation se déplacer comme s'ils étaient attachés à un « bloc », la voûte céleste. Ils subissent une rotation d'ensemble, autour d'un axe laissant deux points fixes, les pôles célestes. Dans l'hémisphère nord, celui qui est directement visible de nuit au-dessus de l'horizon est appelé le pôle nord, et la voûte céleste semble tourner autour de ce point dans le sens trigonométrique direct.
Si l'on se repère par rapport à cet axe, deux repères importants apparaissent naturellement :
- le plan méridien est le plan passant à la fois par l'axe des pôles et par le zénith (il définit la direction nord-sud par son intersection avec l'horizon du lieu) ;
- l'équateur céleste, plan perpendiculaire à cet axe, autour duquel semble osciller le soleil.

Dans un tel repère :
- l'écart angulaire entre l'axe des pôles et l'astre observé reste sensiblement constant au fil du temps : c'est ainsi que l'on mesure sa déclinaison (à ceci près que la déclinaison mesure l'écart du point observé non pas par rapport à l'axe des pôles, mais par rapport à l'équateur céleste, plan qui lui est perpendiculaire, parce que la déclinaison solaire oscille par rapport à ce plan) ;
- l'écart angulaire entre d'une part le plan méridien, et d'autre part le plan passant par l'astre observé et l'axe des pôles, varie régulièrement, à raison (en première approximation) d'un tour par 24 heures.

On peut donc repérer un astre observé, en première approximation, par deux quantités :
- son élévation au-dessus de l'équateur céleste, qui est sa « déclinaison », à peu près fixe ;
- l'heure de son passage dans le plan méridien (où l'observation est la plus facile), par rapport à une heure de référence, qui est son « angle horaire » ; cet « angle » étant exprimé exprimé en temps ou (à raison de 360° par 24 h, soit 15° par heure) en degrés.

Avec ce système, ayant observé à un moment donné un astre (soleil, lune, planète, étoile) à une position donnée (déclinaison et angle horaire), on pourra continuer à l'observer (en gros) plus tard, à la même déclinaison, et à un angle horaire qui se déduit directement du précédent en fonction du temps écoulé. C'est pour cette raison que les axes de rotation des télescopes sont souvent réglés sur le système de coordonnées horaires : le premier axe de rotation étant aligné avec l'axe des pôles, la déclinaison du point observé (seconde rotation) restera sensiblement fixe ; et cet axe de rotation du télescope étant mis en mouvement horaire uniforme en phase avec le temps universel, pour ajuster l'angle horaire de l'observation, l'astre observé restera dans le champ du télescope en suivant la rotation apparente de la voûte céleste.
Inversement, ayant observé tel astre à telle heure dans tel angle horaire donné, observer plus tard qu'il apparaît à un angle horaire différent permet d'estimer l'heure qu'il est : la voûte céleste se transforme en une gigantesque horloge.

## Cadran solaire

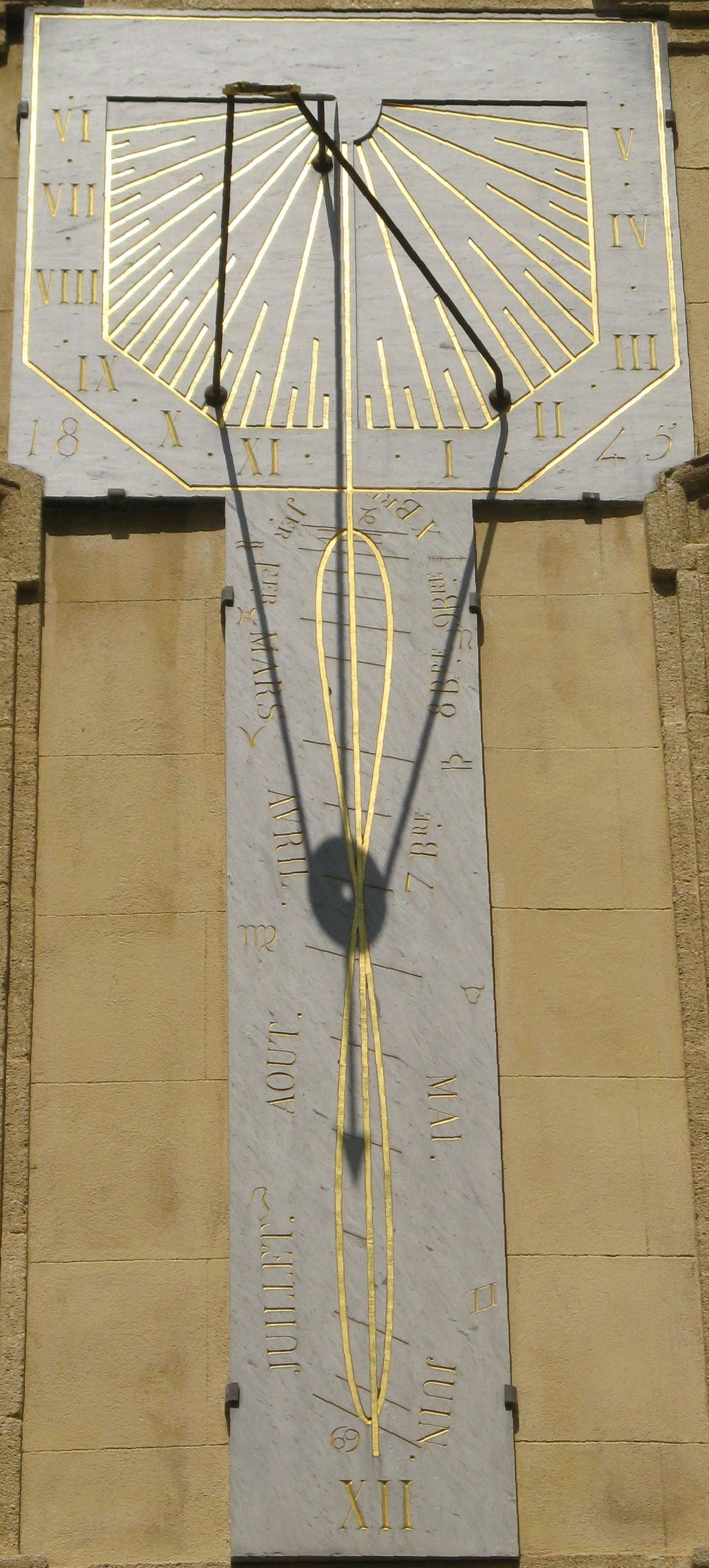
Équation du temps matérialisée sur une méridienne par la « courbe en huit », permettant de faire la conversion entre le midi solaire (passage du méridien) et le midi du temps moyen (passage sur la courbe de correction).

C'est dans ce système que se calcule naturellement un cadran solaire, l'angle horaire du soleil (portion d'arc d'équateur comprise entre le plan du cercle horaire passant par l'astre et le plan du méridien céleste) correspondant à l'écart horaire par rapport au midi solaire, à raison de 15° par heure (360° par 24 heures). Dans ce système de coordonnées, la déclinaison du soleil est indifférente, seul compte son angle horaire pour déterminer l'heure solaire du lieu.

## Corrections astronomiques
L'angle horaire ainsi mesuré sur un astre autre que le soleil (heure exacte de sa culmination) permet de déterminer l'heure solaire du lieu, mais à quelques corrections près.
Dès l'Antiquité, il est évident pour les observateurs que l'écart entre le passage au méridien d'une étoile et la culmination du soleil ce même jour se décale de jour en jour, le soleil faisant sur la sphère céleste un trajet circulaire apparent d'un tour par an (soit 360 degrés pour 365,25 jours). De ce fait, l'écart entre l'angle horaire d'une étoile et celui du soleil doit être corrigé (de 360/365.25 soit à peu près un degré par jour) pour déterminer l'heure solaire pendant la nuit, ou, inversement, pour déterminer les heures de lever, culmination et coucher de l'étoile à une date donnée.
C'est cette observation qui est à l'origine de la définition du degré babylonien, arbitrairement fixé à 1/360 de tour pour faciliter leurs calculs en base soixante, la différence de correction entre ces deux rotations (1,25 %) étant suffisamment faible pour être négligeable dans leurs observations astrales quotidiennes.
C'est ce type d'observation qui est concrétisé par l'astrolabe, qui permet d'évaluer à partir de la position des étoiles, l'heure locale du lieu d'observation.
D'autre part, avec l'apparition des métronomes modernes, réguliers et précis, il devient apparent que le temps solaire (mesure du temps basée sur le déplacement apparent du Soleil au cours de la journée) n'est pas exactement égal au temps solaire moyen, et que le passage du soleil au méridien, définition traditionnelle du midi solaire, doit être corrigée si l'on veut rendre compte de la régularité apparente de la rotation de la voûte céleste (en réalité, de la rotation de la terre) par rapport aux légères irrégularités du passage du soleil au méridien, telles qu'observées par des instruments de précision - la différence de durée entre deux passages au méridien pouvant être de l'ordre de 30 secondes (0,034 722 %) entre les différents jours de l'année, pouvant conduire dans une équation du temps à un décalage cumulé allant jusqu'à 15 minutes dans l'année (0,002 851 928 %) entre la rotation apparente du soleil et celle apparente de la voûte céleste.

## Conversions
Il existe des formules[Lesquelles ?] permettant de passer du système de coordonnées horaires au système de coordonnées horizontales ou au système de coordonnées équatoriales, et inversement.
- Le système de coordonnées horaires se déduit du système de coordonnées horizontales par une rotation autour de l'axe Est-Ouest, dont l'amplitude est de 90° moins la latitude. Cette rotation est celle qui ramène le zénith du lieu sur l'axe des pôles. Autrement dit, au pôle nord, l'angle d'élévation se confond avec la déclinaison, et l'azimut se confond avec l'angle horaire.
- Le système de coordonnées équatoriales se déduit du système de coordonnées horaires par le décalage horaire dû à la superposition du temps solaire moyen (qui correspond à une rotation d'un tour par 24 heures) et le temps sidéral (qui correspond à une rotation d'un tour par an). Il s'agit donc encore d'une rotation, cette fois-ci autour de l'axe des pôles, qui laisse inchangée la déclinaison et ajoute à l'angle horaire un angle proportionnel à la somme du temps solaire moyen et du temps sidéral, pour donner l'ascension droite du point observé.